# High-Z Supernova Search Team
High-Z Supernova Search Team (англ. команда з пошуку наднових з високим червоним зсувом) — міжнародна космологічна команда, яка використовувала наднові типу Ia для вимірювання розширення Всесвіту.

## Історія
Команда була сформована в 1994 році Брайаном П. Шмідтом, на той час постдоком Гарвардського університету, і Ніколасом Сунцеффом, штатним астрономом Обсерваторії Серро-Тололо у Чилі. Команда вперше запропонувала дослідження 29 вересня 1994 року в проєкті під назвою «Пілотний проєкт пошуку віддаленої наднової типу Ia» до Обсерваторії Серро-Тололо. Першим складом команди, включеним до списку авторів першої спостереженої заявки, були: Ніколас Сунцефф (головний дослідник), Браян Шмідт (співдослідник), Р. Кріс Сміт, Роберт Шоммер, Марк М. Філліпс, Маріо Хамуй, Роберто Авілес, Хосе Маза, Адам Рісс, Роберт Кіршнер, Джейсон Спіроміліо та Бруно Лейбундгут. Оригінальний проект отримав чотири ночі телескопічного часу на телескопі Віктора Бланко в ночі 25 лютого, 6, 24, і 29 березня 1995 року. Пілотний проєкт призвів до відкриття наднової SN1995Y. У 1995 році команда High-Z обрала керівником Брайана Шмідта з обсерваторії Маунт-Стромло.
Команда розширилася приблизно до 20 астрономів зі Сполучених Штатів, Європи, Австралії та Чилі. Вони використовували телескоп Віктора Бланко, щоб виявити наднові типу Ia з червоним зсувом до z = 0,9. Відкриття були підтверджені спектрами, отриманими переважно з телескопів обсерваторії Кека та Європейської південної обсерваторії.
У дослідженні 1998 року під керівництвом Адама Рісса команда High-Z стала першою, хто опублікував докази того, що розширення Всесвіту прискорюється (Riess et al. 1998, AJ, 116, 1009, подано 13 березня 1998, прийнято у травні 1998). Пізніше команда створила проєкт ESSENCE під керівництвом Крістофера Стаббса з Гарвардського університету та команду Higher-Z під керівництвом Адама Рісса з Університету Джона Гопкінса та Наукового інституту космічного телескопа.
У 2011 році Рісс і Шмідт разом із Саулом Перлмуттером з Supernova Cosmology Project отримали Нобелівську премію з фізики за цю роботу.

## Нагороди
- 1998: Прорив року, журнал Science
- 2006: Премія Шоу
- 2007: Премія Грубера з космології
- 2011: Нобелівська премія з фізики
- 2011: Медаль Альберта Ейнштейна
- 2015: Премія за прорив у фундаментальній фізиці

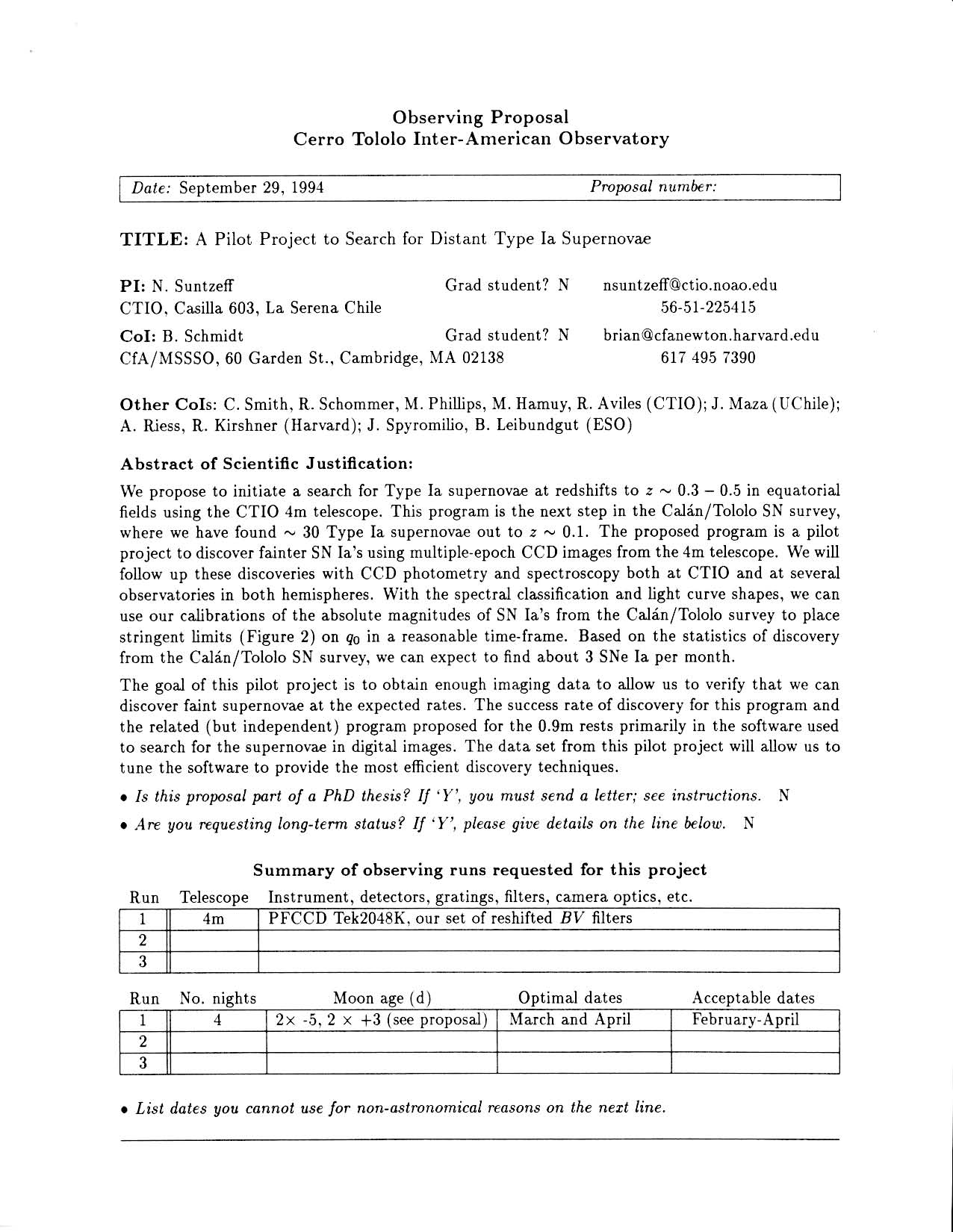
Оригінальна заявка на час на телескопі в 1994 році для Обсерваторії Серро-Тололо, яка поклала початок групі High-Z.

- 2015: Премія Вольфа з фізики

## Члени

### Нинішні учасники
- Браян П. Шмідт, Обсерваторія Маунт-Стромло та Австралійський національний університет
- Микола Сунцефф, CTIO
- Роберт Шоммер, CTIO
- Р. Кріс Сміт, CTIO
- Алехандро Клок'ятті, Папський католицький університет Чилі (з 1996 року)
- Бруно Лейбундгут, Європейська південна обсерваторія
- Джейсон Спіроміліо, Європейська південна обсерваторія
- Джон Тонрі, Гавайський університет (з 1996 року)
- Олексій Філіпенко, Каліфорнійський університет, Берклі (з 1996 року)
- Вейдун Лі, Каліфорнійський університет, Берклі (з 1999 року)
- Адам Рісс, Науковий інститут космічного телескопа
- Крістофер Стаббс, Вашингтонський університет та Гарвардський університет (з 1995 року)
- Крейг Гоган, Вашингтонський університет (з 1995 року)
- Крістофер Стаббс, Гарвардський університет (з 2003 року)
- Роберт Кіршнер, Гарвардський університет
- Томас Метісон, Гарвардський університет (з 1999 року)
- Саураб Джа, Гарвардський університет (з 1997 року)
- Пітер Чалліс, Гарвардський університет
- Петро Гарнавич, Університет Нотр-Дам
- Стівен Холланд, Університет Нотр-Дам (з 2000 року)

### Колишні учасники
- Маріо Хамуй, CTIO (1994—1997)
- Марк М. Філліпс, Обсерваторія Лас Кампанас (1994—2000)
- Хосе Маза, Університет Чилі (1994—1997)
- Рон Гілліленд, Науковий інститут космічного телескопа (1996—2000)
- Девід Райс, Вашингтонський університет (1995—1999)
- Алан Діркс, Вашингтонський університет (1995—1999)